# Moritz Schultheiß
Moritz Schultheiß (* 1976 im Köln) ist ein deutscher Kameramann.

## Leben
Nach seinem Abitur und Zivildienst in Bayern absolvierte Moritz Schultheiß den Diplomstudiengang Innovationsmarketing und parallel dazu eine Kameratechnikausbildung bei FGV Schmidle München. Ab 2006 nahm er ein Filmstudium Cinematografie an der Hamburg Media School auf, das er 2009 abschloss mit dem HMS-Abschluss-Kurzspielfilm Şores & Şîrîn (Regie: Katrin Gebbe). Dieser Film wurde nicht zuletzt wegen Schultheiß’ Leistung 2009 in den Studenten-Wettbewerb des Cinematografer-Festivals Camerimage in Lodz eingeladen. Er wurde dort nominiert für die Goldene Kaulquappe (der Hauptpreis dort heißt übersetzt Goldener Frosch).
Anschließend begann er als Kameraassistent zu arbeiten, bevor er 2010 mit dem von Marvin Kren inszenierten Horrorfilm Rammbock als Kameramann für einen Langspielfilm debütierte.

## Filmografie (Auswahl)
- 2009: Şores & Şîrîn, Kurzspielfilm
- 2010: Rammbock
- 2011: Romeos
- 2011: Totem
- 2012: Heilig Abend mit Hase
- 2013: Tore tanzt
- 2014: Tatort: Kaltstart
- 2015: Tatort: Die letzte Wiesn
- 2015: Stella (Min lilla syster)
- 2017: 4 Blocks (Fernsehserie)
- 2018: Neben der Spur – Sag, es tut dir leid
- 2019: Pelikanblut
- 2019: Tatort: Die goldene Zeit
- 2020: Für immer Sommer 90
- 2021: Spreewaldkrimi: Totentanz
- 2022: Die Kaiserin (Fernsehserie)
- 2023: Conti – Meine zwei Gesichter
- 2024: Micha denkt groß
- 2025: Ein ganz großes Ding

## Belege
1. ↑  Filmer-Profil Moritz Schultheiß bei filmportal.de, abgerufen am 10. Februar 2020.

| Personendaten    | Personendaten        |
| ---------------- | -------------------- |
| NAME             | Schultheiß, Moritz   |
| KURZBESCHREIBUNG | deutscher Kameramann |
| GEBURTSDATUM     | 1976                 |
| GEBURTSORT       | Köln, Deutschland    |